# Sky Brasil
A SKY Serviços de Banda Larga Ltda. (conhecida popularmente pelo nome SKY) é uma empresa concessionária de serviços de telecomunicações brasileira. Trabalha com televisão por assinatura via satélite e internet banda larga 4G e foi fundada em 11 de novembro de 1996. Sua transmissão digital é feita pelo sistema DTH (direct-to-home) pela banda Ku e a recepção se dá através de uma miniantena parabólica e de um decodificador digital e suas funções dependem de um cartão de acesso. A empresa atualmente é controlada pelo Grupo Werthein.
Em fevereiro de 2015, a empresa contabilizou cerca de 5.682.811 milhões de assinantes, ficando atrás apenas da Claro TV e NET com 10.233.300 milhões. A Sky lançou em fevereiro de 2017 o satélite Sky Brasil-1 (Intelsat 32e, IS-32e ou SKY-B1), com o intuito de expandir sua quantidade de canais e ser líder no HD.

## Informações técnicas

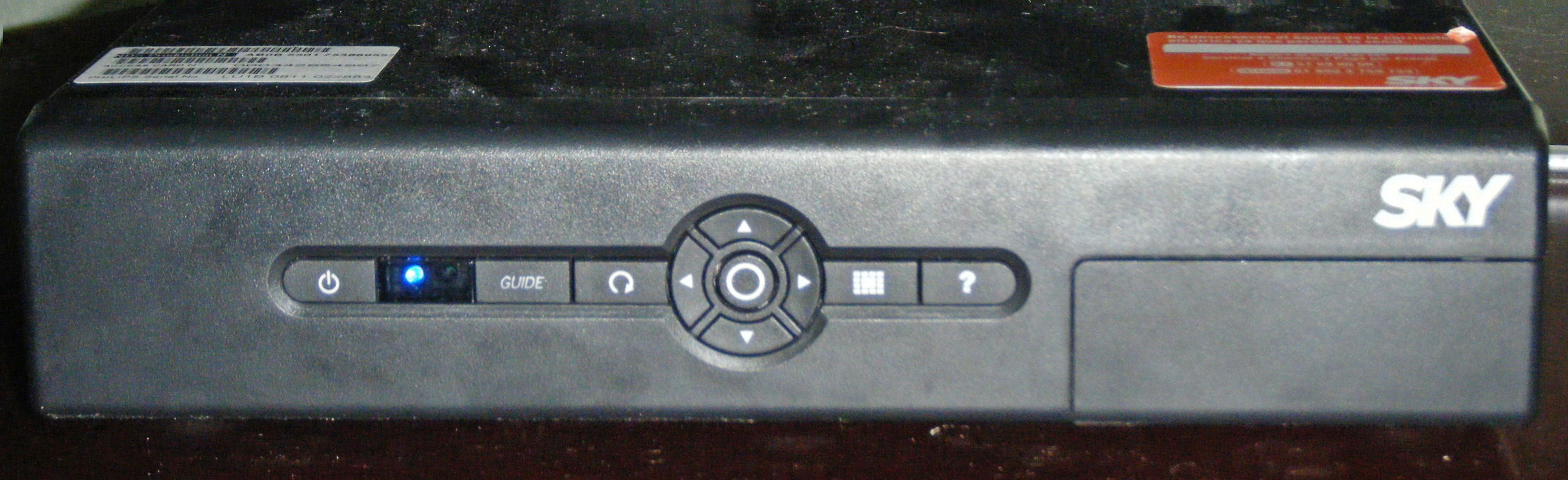
Equipamento SD Technicolor.

Para a recepção do sinal são necessárias, uma antena parabólica, um receptor integrado/decodificador e um cartão de acesso, que é necessário para operar o receptor/decodificador. As antenas parabólicas disponibilizadas são compactas e modernas, que juntamente com o cartão de acesso faz com que o sinal chegue a casa do utilizador. São oferecidos pela empresa pacotes ou combos com canais abertos, fechados, de áudio, e outros serviços adicionais e privados. Os serviços adicionais incluem pay-per-view e video sob demanda, neles são oferecidos filmes e jogos esportivos.
Para receber o sinal em alta definição são necessárias, uma antena parabólica, um receptor HDTV, uma TV LCD, LED ou Plasma, um cabo HDMI e um cartão de acesso.

## História
A Sky Foi fundada em 11 de novembro de 1996, logo após o surgimento da DirecTV, através de uma aliança entre o Grupo Globo, a British Sky Broadcasting, a News Corporation e a Liberty Media International. Em abril de 2003 a News Corporation anunciou a compra da DirecTV, controlada pela Hughes Electronics por US$ 6,6 bilhões, sendo aprovada pela Comissão Federal de Comunicações (FCC) no final de 2003. Com isso, na regulamentação brasileira organizada pela Agência Nacional de Telecomunicações (ANATEL) e Conselho Administrativo de Defesa Econômica (CADE), ficou acertado que apesar de serem controladas pela mesma empresa, elas deveriam manter suas operações separadas, que juntas detinham cerca de 97% de toda operação de TV por assinatura por satélite no país, sobrando apenas o restante para a Tecsat com o 54 mil clientes. Na época, a Associação Neo TV, responsável por cerca de 51 operadoras independentes, relatou que se houvesse uma fusão poderia prejudicar outras operadoras devido a acordos exclusivos com canais, como no caso do pacote HBO Max Digital, oferecido exclusivamente para os assinantes da DirecTV.
Como parte da reestruturação das duas marcas na América Latina, a News Corp. anunciou fusão das duas marcas, criando a marca provisória Sky+DirecTV para que seus sócios decidissem qual marca seria utilizada no Brasil. Além da DirecTV comprar a ação da News Corp e da Liberty Media na Sky Brasil, deixando a Globopar com 26% e DirecTV com 74% das ações. No México e no Brasil foi decidido que a marca Sky seria utilizada por ser mais forte, nos outros países a marca DirecTV foi definida. Na época, a empresa iniciou no mercado com mais de 1,2 milhão de clientes, segundo a ANATEL.
Em agosto de 2006 a Sky no Brasil foi comprada em 80% pela The DirecTV Group, e os outros 20% pelo Grupo Globo, mantendo a razão social, Sky, no mercado. A operadora passou a ser controlada pela DirecTV (96,4%) e pelo Grupo Globo (3,6%). Recentemente, a Anatel obrigou o Grupo Globo à vender suas ações na operadora, para a programadora do grupo, Globosat manter o certificado de programadora independente, o que foi descumprido e certificando as produções apenas como produção nacional.
Em dezembro de 2008, a Anatel aprovou a compra da Mais TV, que atuava nas cidades de Bauru, Belém, Belo Horizonte, Brasília, Campina Grande, Caruaru, Franca, Goiânia, Porto Velho, Presidente Prudente, Uberaba e Vitória, com serviços de televisão por assinatura via MMDS e internet banda larga.
Desde agosto de 2009, a Sky começou a oferecer aos assinantes o receptor Sky HD de canais abertos, um "módulo" que, ao ser conectado ao receptor Sky HDTV, permite acesso à TV aberta digital (onde disponível) conectando uma antena UHF ao módulo.
Em outubro de 2011 a operadora de TV via satélite em parceria com a Telebrás e Nokia Siemens anunciou fornecer para Brasília, DF internet com a tecnologia 4G e em 2012 nas demais cidades do país, sendo a primeira empresa a fornecer a tecnologia na América Latina Em 14 dezembro do mesmo ano, a operadora anunciou os serviços de internet 4G somente para o Distrito Federal. Hoje o serviço está presente em diversos estados brasileiros.
No ano de 2012, a Sky manifestou o interesse na compra do grupo Acom (consequentemente a marca Jet, fundada em 1997 no Rio de Janeiro, como provedora do sinal da NET), absorvendo a base de assinantes e sua tecnologia MMDS. A negociação foi concluída sendo aprovada pelo CADE e pela Anatel, com isso a Jet deixava de existir e todos os seus pacotes foram suspensos e não sendo mais vendidos para novos clientes. Com isso, os clientes do serviço de TV Digital foram migrados para a SKY e o serviço de MMDS passou a ser utilizado pela SKY Internet Banda Larga nas áreas em que a Jet atuava, nas cidades de João Pessoa, Maceió, Manaus, Natal, São Luís, Teresina, Santos, Juiz de Fora, Cuiabá, Campo Grande, Ipatinga, Volta Redonda, Campos dos Goytacazes e Aracaju.
Em outubro de 2013, a Sky firmou um parceria com a empresa Astrium para a construção de um novo satélite, o Intelsat 32, que começou a operar em 2017 e comporta cerca de 60 transponders de banda Ku. Foram investidos R$ 1.3 bilhão — valor dividido entre o satélite e o centro de transmissão.
O lançamento do satélite foi feito na cidade de Kouru, na Guiana Francesa. A fabricação ficou a cargo da Airbus Defense & Space. Ele é capaz de operar com até 60 transponders (em 1996 a SKY utilizava apenas quatro transponders).
Em 2015, a empresa norte-americana AT&T comprou a DirecTV por US$ 48,5 bilhões. Com isso, tornou-se também controladora da DirecTV Latin America, dona da Sky.
| Ano  | Assinantes |
| ---- | ---------- |
| 2016 | 5.310.000  |

Em 17 de fevereiro de 2020, a Sky firmou um acordo com a Algar Telecom para transferir a parte da sua base de assinantes para substituir Algar TV, de acordo com a preferência dos mesmos. A Algar TV deixa de comercializar seus pacotes de DTH e cabo, inciando o processo de descontinuação dos seus serviços.
Em 10 de março de 2021, a operadora Roma Cabo, de Belém do Pará, anunciou o fim das operações de TV por Assinatura com parte dos seus clientes sendo migrados para os serviços do Sky se assim preferirem. A Roma passa a comercializar apenas os serviços de internet e telefonia fixa.
Em julho de 2021, a AT&T anunciou o acordo de venda da Vrio Corp. — controladora da SKY e DirecTV — para o Grupo Werthein. Os novos controladores assumiram a operação em novembro de 2021. O Grupo Globo se manteve também como sócio minoritário da empresa.
Em março de 2022, o Grupo Globo anunciou a venda de 7% que detinha na SKY para a empresa GLA Brasil, pertencente ao Grupo Werthein.
No dia 28 de abril de 2022, a Sky adquiriu a Oi TV. No ano seguinte, a Sky desistiu da compra.
Em 3 de maio de 2023, a Sky criou o sistema Nova Parabólica, segundo a empresa, para ajudar na migração do sinal de TV aberta e gratuita, por meio de antenas parabólicas, da banda C de satélite para a banda Ku.

## Serviços
- Cine Sky: Anteriormente conhecido como Cine Premiere, é uma opção de compra de filmes na internet pelo próprio site, por telefone ou pelo aparelho conectado á rede telefônica. São oferecidos várias opções para a compra no serviço pay-per-view. O método de transmissão SD foi extinto em 2014, dando apenas como alternativa o aluguel de filmes pelo Cine Sky HD (VOD), apenas para os equipamentos Plus e Media Center. Em abril de 2017 o Cine SKY retorna para todos os assinantes, em 2 etapas. A primeira para os assinantes com equipamentos HD Slim e Zapper, com 10 filmes (todos em HD), custando R$11,90 cada. E a segunda etapa, lançado em Julho do mesmo ano, para os assinantes com equipamento SD, com 5 filmes para alugar.
- Vídeo Calibragem: Em agosto de 2009 a Sky lançou em parceria com a THX o serviço de calibração de televisores.[40] Para a contratação do serviço o cliente tem que fazer o pedido na empresa para o técnico ajustar as configurações gráficos do televisor com um sofware instalado em seu equipamento.[41]
- Sky Pré-Pago: A empresa lançou em 4 de julho de 2008 um serviço pré pago, pelo qual o cliente adquire um decoder pré pago e recarrega conforme o número de dias que desejar assistir (entre 15 dias e 12 meses). O serviço já possui mais de 1 Milhão de clientes (10% da base). Os serviços de pay-per-view não estavam disponíveis até 2010, quando a empresa lançou três novos pacotes: O Sky Fit, o Sky Light e o Sky Mix. Atualmente ela comercializa recargas dos pacotes Digital, Smart, Master e Advanced além de recargas dos canais opcionais.[42][43]
- Sky Banda Larga: Internet 4G via modem wifi com USB
- Sky Serviço de Gravação Externa: Lançado em 2011, foi um serviço fornece ao usuário a opção de gravar a programação da Sky a partir de um pen-drive por um preço fixado no aparelho Sky HDTV Slim. Foi extinto em 2015 devido a problemas e razões técnicas.[44]
- Sky on Demand: Lançado em 18 de maio de 2010 foi um serviço de locação disponível apenas para assinantes de canais em alta definição que permite a compra dos serviços pela internet ou por telefone, que engloba filmes, shows e eventos, após a compra o conteúdo fica armazenado no equipamento até 24 horas para a sua visualização.[45] Atualmente, o Sky On Demand foi substituído em maio de 2013 pelo Cine Sky HD como parte do Cine Sky.[carece de fontes?]
- Sky Online: Em 15 de fevereiro de 2012 a Sky lançou o "Sky Online", em que apenas os usuários da TV por assinatura podem assistir a filmes pelo computador, onde podem ser comprados ou alugados.[46] Além disso, há a possibilidade de utilizar outros serviços online, como Telecine Play, Watch ESPN, Canais Globo, Sports+, HBO Go e PremiereFC.com.
- Sky Tunes: Em abril de 2012 foi lançado o Sky Tunes, voltado para usuários de iPad e iPhone. Com ele o assinante do serviço possui cerca de 61 estações de rádios para ouvir no aparelho. Foi extinto em 2015.[47]
- Viva Sky: Lançado em 22 de agosto de 2007 é um programa de fidelidade disponível para assinantes, com ele o usuário obtêm pontos que podem ser trocados por outros serviços na operadora. Foi extinto em 2015.[48]

## Propriedades
O Campeonato Espanhol possuía transmissão no número 28 (Digital) e 228 (HD). Ele exibia apenas jogos do Campeonato Espanhol.
No Sky Sports a empresa havia licenciado com demais empresas os direitos de transmissão de diversos jogos esportivos. A operadora havia sido criticada pela Agência Nacional do Cinema (Ancine), segundo a lei SeAC criada em 2011, que estabelece que nenhuma operadora do ramo de TV por assinatura pode programar algum canal, a Sky contestou dizendo que não havia uma grade linear, e sim uma exibição esporádica. Por causa disto, em 31 de janeiro de 2013, o canal Sky Sports deu lugar ao canal argentino Sports+ operado pela Time Out. Além de jogos do Sky Sports e da UEFA Champions League, também eram exibidos filmes, sendo assim o canal possuía programação sem pausa.
O canal foi extinto em 2015, devido a questões judiciais e a perda de eventos para outros canais.

## Controvérsias
Oferecendo cerca de 350 canais, incluindo rádios e eventos pay-per-view, detinha exclusividade na transmissão dos canais Globosat, revista pelo CADE no final de 2007, em decorrência de ação movida pela associação NEOTV.
No dia 1 de junho de 2008 a Sky retira de sua grade a MTV Brasil e coloca em seu lugar o canal MTV Hits. A Sky alegou que não obteve acordo de renovação entre ambas as partes. Para suprir a sua ausência na Sky, a MTV Brasil liberou seu sinal via parabólica gratuitamente e passou a atingir mais de 18 milhões de residências.[carece de fontes?]
A lei do Serviço de Acesso Condicionado (SeAC), aprovada pelo Congresso Nacional em setembro de 2011, obriga as operadoras de TV por assinatura a disponibilizar o sinal de todos os canais abertos que tenham cobertura nas cinco principais regiões do país. Com isto a Sky é obrigada a exibir 14 canais dentre eles dois canais aonde possui desentendimento, MTV (já extinta) e Record News. Para não transmitir o sinal ela deve comprovar que possui inviabilidade técnica e econômica para a distribuição dos canais, porém, perdeu o julgamento. Sendo assim, no dia 11 de setembro de 2013, a operadora colocou no ar os canais: MTV Brasil (hoje Loading), Rede Brasil, CNT, Mix TV (hoje RBI TV), TV Aparecida e Record News.
Em 12 de setembro de 2012 a empresa foi impedida de cobrar pela instalação de equipamentos e a utilização de pontos extras em residências, o que é contra a determinação da Anatel.
No fim do ano de 2016, a Sky incluiu mais 1 canal obrigatório, a TVCI (hoje TV Pai Eterno), conforme determinação da Anatel, que incluiu mais 2 canais obrigatórios, a TVCI e a TV Cultura, mas como a TV Cultura já estava no Line Up da Sky, foi incluida apenas a TVCI.
Em dezembro de 2018 foi instaurado pelo Ministério Público do Distrito Federal e dos Territórios (MP-DFT) inquérito para apurar um incidente de segurança envolvendo bancos de dados da Sky Brasil que teria permitido o vazamento de dados pessoais de mais de 32 milhões de clientes da empresa.